# Michał Kasiński
Michał Andrzej Kasiński (ur. 9 maja 1947 w Piątku) – polski polityk, prawnik, doktor habilitowany nauk prawnych, profesor nadzwyczajny na Wydziale Prawa i Administracji Uniwersytetu Łódzkiego, były wojewoda łódzki.

## Życiorys
Ukończył studia prawnicze na Wydziale Prawa i Administracji Uniwersytetu Łódzkiego, uzyskał następnie stopień doktora i doktora habilitowanego nauk prawnych. Związany z UŁ, objął stanowisko profesora nadzwyczajnego na Wydziale Prawa i Administracji. Został także wykładowcą w Społecznej Wyższej Szkole Przedsiębiorczości i Zarządzania w Łodzi, w Salezjańskiej Wyższej Szkole Ekonomii i Zarządzania w tym mieście oraz w Wyższej Szkole Teologiczno-Społecznej w Warszawie.
Do 1980 należał do PZPR, wtedy też wstąpił do „Solidarności”. Był ekspertem związku, w stanie wojennym współpracował z opozycją demokratyczną, publikował w prasie podziemnej. Był później wiceprezesem Regionalnej Izby Obrachunkowej, następnie dyrektorem departamentu w Ministerstwie Sprawiedliwości.
W rządzie Jerzego Buzka z rekomendacji Akcji Wyborczej Solidarność powołano go na stanowisko wojewody łódzkiego. W 1998 został wybrany do sejmiku łódzkiego, jednak złożył mandat, obejmując powstały po reformie administracyjnej urząd wojewody nowego województwa łódzkiego. Sprawował tę funkcję do 2001. W tym samym roku bezskutecznie kandydował do Senatu z ramienia Bloku Senat 2001. Należał do Ruchu Społecznego AWS.
W 2002 z rekomendacji Prawa i Sprawiedliwości ponownie został radnym województwa. Z PiS odszedł w marcu 2003. Od 2004 do 2005 przewodniczył sejmikowi łódzkiemu II kadencji. W 2006 bez powodzenia ubiegał się o reelekcję z listy ChRS.

## Odznaczenia
W 2010, za zasługi w pracy naukowej i dydaktycznej, za działalność społeczną, został odznaczony przez prezydenta Bronisława Komorowskiego Srebrnym Krzyżem Zasługi.